# Олександрівка (Херсонський район)
Олекса́ндрівка (колишні назви — Бубликові, Нижні Солонці, Кашові, Штихова, Милорадовича) — село в Україні, у Станіславській сільській громаді Херсонського району Херсонської області. Населення становить 2596 осіб. Відстань до райцентру становить близько 30 км і проходить автошляхом Т 1501.

## Археологічні пам'ятки
Поселення Ольвійської хори «Скелька», І—III ст. Розташоване на високому березі Дніпро-Бузького лиману за 1 км на південь від села Олександрівка. Щонайменше частина пам'ятки розташована на землях Станіславської сільської громади. Пов'язане з різними рівнями кромки берега — від 3 до 15 м над рівнем води.
Відкрите у 1895 році Віктором Гошкевичем. Обстежувалось у різні роки: В. Гошкевичем (1909), М. Абікуловою (1977), М. Оленковським (1977, 2000, 2002), І. Ратнером (1978), О. Шкроб (1996). Обстеження та шурфовки пам'ятки неодноразово здійснювались загонами Ольвійської експедиції Інституту археології АН України (1947—1948, 1976, 1987).
Площа поселення на 1947 р. становила до 4,5 га. Зараз збереглося не більше третини. Потужність культурного шару становить 0,3-0,7 м.
Пам'ятка багатошарова. Тут простежено поселення: другої половини VI — початку V ст. до н. е., початку IV — середини III ст. до н. е., III—IV ст. н. е. (черняхівської культури).
З напольної сторони мало кам'яні укріплення, що складалися із фортечної стіни з вежею. Збереглися сліди оборонних валів.

## Історія
У 1754 році село Олександрівка (зимівники Нижні Солонці, Бубликові) заснували запорожці. Тут були зимівники, рибні заводи (сапетні), у яких козаки займалися рибним уловом та добували сіль у Прогноях. Село належало до Перевізької паланки.
У 1754 році згадуються зимівники запорожців — Петра Курила (Нижні Солонці) — Іркліївського куреня, Андрія Кичкіня (Бубликові) — Дядківського куреня, Грицька Глинного (Бубликові) — Іркліївського куреня .
Могила козака Коношка. 1782 р. Була розташована на окраїні села. До 20-х рр. ХХст. на могилі стояв кам'яний хрест із написом: 
| Бившаго Війська Запорозькаго козак куреня Платнирівскаго. Зде опочиває раб Божий Василь Коношко блаженно пам'яти 1782 року місяця генваря 10 дня. |
Нині уламки хреста перебувають у Миколаївському обласному краєзнавчому музеї. Необхідно виготовити копію хреста й установити її на могилі.
В 1918 році селище входить до складу Української Народної Республіки.
Внаслідок поразки Перших визвольних змагань село надовго окуповане радянськими загарбниками.
З 1939 року Олександрівка входила до складу Миколаївської області, та згідно з Указом Президії Верховної Ради УРСР від 30 березня 1944 р. була створена Херсонська область, у зв'язку з чим зі складу Миколаївської області відійшли м. Херсон і райони: Білозерський (на території якого була розташована Олександрівка) та інші райони області.
У 1952 році на кручі скелі був побудований маяк у формах, характерних для ренесансу. На головному фасаді напис: «Подарунок XIX з'їзду ВКП (б). 1952 р.»
З 24 серпня 1991 року селище входить до складу незалежної України.
23 лютого 2015 року у селі було завалено пам'ятник Леніну.
12 червня 2020 року, відповідно до Розпорядження Кабінету Міністрів України № 726-р «Про визначення адміністративних центрів та затвердження територій територіальних громад Херсонської області», увійшло до складу Білозерської селищної громади.
19 липня 2020 року, в результаті адміністративно-територіальної реформи та ліквідації Білозерського району, село увійшло до складу Херсонського району.

### Російсько-українська війна
Під час повномасштабного російського вторгнення через село пройшов фронт бойових дій. Битви за населений пункт тривали весь квітень 2022 р. Станом на середину травня 2022 в селі майже не лишилось цілих будинків, від окремих кварталів лишились тільки фундаменти. Населений пункт було майже повністю знищено.
В боях за село загинули, серед інших, старший солдат Андрій Боднарчук (1 квітня 2022) та солдат Михайло Мар'янич (4 квітня 2022).
10 листопада 2022 року визволене в результаті контрнаступу ЗСУ на херсонському напрямку[джерело?].

## Населення
Згідно з переписом УРСР 1989 року чисельність наявного населення села становила 2631 особа, з яких 1234 чоловіки та 1397 жінок.
За переписом населення України 2001 року в селі мешкало 2577 осіб.
Станом на травень 2022 року в селі залишалося 16 осіб, всі будинки пошкоджені або повністю зруйновані[джерело?].

### Мова
Розподіл населення за рідною мовою за даними перепису 2001 року:
| Мова            | Кількість | Відсоток |
| --------------- | --------- | -------- |
| українська      | 2354      | 90.68%   |
| російська       | 223       | 8.59%    |
| вірменська      | 6         | 0.23%    |
| румунська       | 5         | 0.19%    |
| білоруська      | 4         | 0.15%    |
| циганська       | 1         | 0.04%    |
| польська        | 1         | 0.04%    |
| інші/не вказали | 1         | 0.08%    |
| Усього          | 2596      | 100%     |

## Економіка
У 2018 році компанією «Нібулон» було оголошено плани щодо будівництва порту в селі. Реалізація великого інвестиційного проекту передбачається приблизно за 5 років.

## Храми
- Храм Івана Богослова УПЦ МП

## Люди
В селі народився Башло Володимир Іванович (1924—2003) — український художник декоративно-ужиткового мистецтва і педагог.